# سعيد البيباني

## مولده ونشأته
ولد سعيد البيباني يوم 11 نوفمبر 1908 بقرية أولاد سيدي إبراهيم بولاية برج بوعريرج ، من أسرة متواضعة، حفظ القرآن في سن الرابعة عشرة بمسقط رأسه، ثم أرسله والده إلى المدرسة الابتدائية الفرنسية بقرية بوجليل، أين تعلم كتابة وقراءة اللغة الفرنسية، وعقب ذلك توجه إلى  زاوية سيدي بوداود بناحية أقبو في ولاية بجاية ، فدرس فيها العلوم الشرعية وعلوم اللغة، وزار خلال ذلك عدة زوايا من أهمها زاوية سيدي عبد الرحمن اليلولي بولاية تيزي وزو. وبعد أن أكمل دراسته في الزاوية سنة 1928، قرر السفر إلى قسنطينة لمواصلة دراسته على يد الشيخ عبد الحميد بن باديس، لكنه أصيب بوعكة صحية أثناء مروره بزاوية الحملاوي فعاد إلى قريته مريضا. وبعد أن تعافى من المرض، كلف بالإمامة وتدريس القرآن بمسجد قريته لمدة عامين، قام خلالها بإصلاحات تربوية انعكست إيجابا على المتعلمين. وكتب له أن يزور مدينة الجزائر سنة 1930 حينما كانت فرنسا بصدد الاحتفال بمرور قرن على احتلال أرض الجزائر، وبدل أن يصاب بالانبهار بعظمة فرنسا كما كان يتمنى الاستعمار، فقد حضر بالصدفة محاضرة ألقاها الأستاذ الطيب العقبي بمقر نادي الترقي بساحة الشهداء الحالية، فأعجب بأفكاره الإصلاحية، وقرر الانضواء تحت لواء جمعية العلماء من أجل الحفاظ على الشخصية الجزائرية المسلمة. ولم يتسن له الالتحاق بمدرسة ابن باديس بقسنطينة لمزاولة دراسته إلا سنة 1935، وبعد الامتحان وجه إلى السنة الثالثة، واستغرقت دراسته سنتين كاملتين.

## نشاطه في فرنسا
اختارته الجمعية ليكون عضوا ضمن البعثة التي أرسلتهاإلى باريس سنة 1937، بقيادة الفضيل الورتيلاني، من أجل تأسيس فروع لها، قصد حماية المهاجرين الجزائريين من خطر الفرنسة، وتداعيات الغربة. وساهم في تأسيس جمعية حياة البيبان، التي ترأسها بن ضيف الله بن سليمان، للإشراف على المهاجرين المنتمين إلى منطقة سيدي إبراهيم، وتوعيتهم اجتماعيا وسياسيا. ومكث هناك إلى حين اندلاع الحرب العالمية الثانية سنة 1939.

### فترة الحرب العالمية الثانية
تعطل نشاط الجمعية خلال الحرب العالمية الثانية، فعاد الشيخ السعيد البيباني إلى قريته، واشتغل بالنشاط الفلاحي، وتقديم دروس الوعظ وعقد الصلح بين الأطراف المتخاصمة، وينشط سريا مع أعضاء الحركة الإصلاحية، ومع المهاجرين، أثناء عودتهم إلى أرض الوطن، لتدارس المستجدات السياسية.
هذا ولم يكن نشاطه الوطني الكثيف الذي أداه في باريس خافيا على عيون الإدارة الفرنسية، لذا حاولت -بمجرد عودته- تلفيق تهمة الانتماء إلى الحزب الشيوعي، للزج به في السجن لكن لم تفلح في ذلك. ثم بعد أحداث 8 ماي 1945 ظهر نشاطه المعادي لفرنسا جليا فحكم عليه بالسجن لمدة سنة واحدة قضى منها عشرة أشهر في سجن سطيف.

### عودته إلى التعليم
بعد خروجه من السجن عيّنه الشيخ البشير الإبراهيمي سنة 1946 مديرا ومعلما  لمدرسة باتنة، واستغل وجوده هناك ليساهم في تأسيس فروع الجمعية والمدارس في العديد من المناطق، وفي سنة 1951 كلفه بإعادة تنشيط فروع الجمعية بفرنسا ، فكانت وجهته نحو باريس، وبالضبط إلى حي سان دونيس أين أسس فرع الجمعية برئاسة رواق محمد ، بمساعدة الحاج لونيس ، وانضمت عدة شخصيات وطنية إلى هذا الفرع، منها عبد الحفيظ أمقران، وآيت حمودة عميروش ، والبشير إزمران، وأرزقي  سايغي، والسعيد بلقندوز، وأعمر سيدي الصالح، وتيطوح السعيد، وعزوقي علي، وغيرهم. وتنوعت نشاطات هذا الفرع فشملت الدروس الليلية، والمحاضرات، والحفلات، والرحلات. ثم أسس أيضا فرعا آخر في بلدة بلغراد قرب الحدود السويسرية، استغلها كنقطة عبور إلى السويسرا.

ثم بعد عودتهإلى الجزائر نقل مباشرة إلى مدرسة أقبو، مديرا ومعلما، ومكث بها إلى سنة 1954. وبموازاة عمله التربوي، كان ينشط أيضا من أجل تأسيس مدارس وفروع جمعية العلماء في وادي الصومام، مثلما فعل في مسقط رأسه أولاد سيدي إبراهيم، وباتنة.

## التحاقه بالثورة
كان الشيخ سعيد البيباني على صلة دائمة بالشيخ العربي التبسي، وكان دوره يتمثل في توعية المهاجرين، ومكنته مصداقيته العالية في أوساط العمال من كسب الكثير منهم إلى صف الثورة. لكنه اضطر أمام تزايد ضغوط الشرطة الفرنسية من جهة والمصاليين من جهة أخرى، إلى  مغادرة التراب الفرنسي، فتكفلت جبهة التحرير بنقله إلى الشرق الأوسط عبر السويسرا في شهر أكتوبر سنة 1956. ونشِط في إطار اللجنة الخارجية للجبهة، في دمشق إلى جنب محمد الغسيري وعبد الحميد مهري، ثم نقل في أفريل سنة 1958 إلى مدينة جدة كمساعد للشيخ العباس بن الحسين ممثل الحكومة المؤقتة للثورة الجزائرية، إلى أن تم استدعاؤه سنة 1964م.   

## بعد الإستقلال
وبعد عودته إلى الجزائر غداة الاستقلال عاد إلى مهنة التعليم التي شب عليها، مدرّسا بمدرسة أشبال الثورة بالقليعة، ومكث بها إلى أن أحيل إلى التقاعد سنة 1975، لكنه لم ينعم به إذ فارق الحياة سنة 1976، ودفن بمسقط رأسه.